# Phare de Skunk Bay
Le phare de Skunk Bay est un phare situé sur  Skunk Bay à l'ouest de la petite ville de Hansville sur le Puget Sound (Comté de Kitsap), dans l'État de Washington aux États-Unis.  
Ce phare est en gestion privée associative.

## Histoire
Skunk Bay est au nord-est de la péninsule de Kipsat où le bras d'Admiralty Inlet (en) rejoint le Puget Sound. Le phare, construit en 1965, est un phare privé. Il a été construit par Jim Gibbs sur les plans du phare de Mukilteo. Il est équipé de l'ancienne lanterne du phare de Smith Island avant que celui-ci ne tombe dans la mer à cause de l'érosion. Le phare, pour respecter la réglementation, émet un feu fixe rouge de faible portée.
En 1971, un groupe s'est constitué en Skunk Bay Lighthouse Association et a racheté la structure. Des travaux d'agrandissement ont été entrepris pour rendre le phare plus confortable. Chaque membre a droit à un séjour d'une semaine chaque trimestre. Il n'est pas ouvert au public.

## Description
Ce phare est  constitué d'une tour en bois octogonale, avec lanterne et galerie, de 9 m de haut, attenante à une réplique en bois d'un seul étage  d'une construction typique d'un signal de brouillard. Le phare est peint blanc, le dôme de la lanterne est rouge.
Identifiant : ARLHS : USA-0965 - Amirauté : G4810 - USCG : 6-16545 .
|             |
| Puget Sound |

### Lien connexe
- Liste des phares de l'État de Washington